# Фервенса
Фервенса (порт. Fervença)  —  район (фрегезия) в Португалии,  входит в округ Брага. Является составной частью муниципалитета  Селорику-де-Башту. По старому административному делению входил в провинцию Минью. Входит в экономико-статистический  субрегион Аве, который входит в Северный регион. Население составляет 1410 человек на 2001 год. Занимает площадь 11,18 км².